# باباديانيكا (لاكونيا)
بابأديانيكا (Παπαδιάνικα) هي مدينة في لاكونيا في مقاطعة كينتريكي إلادا في اليونان.